# Acasta (Schiff, 1930)

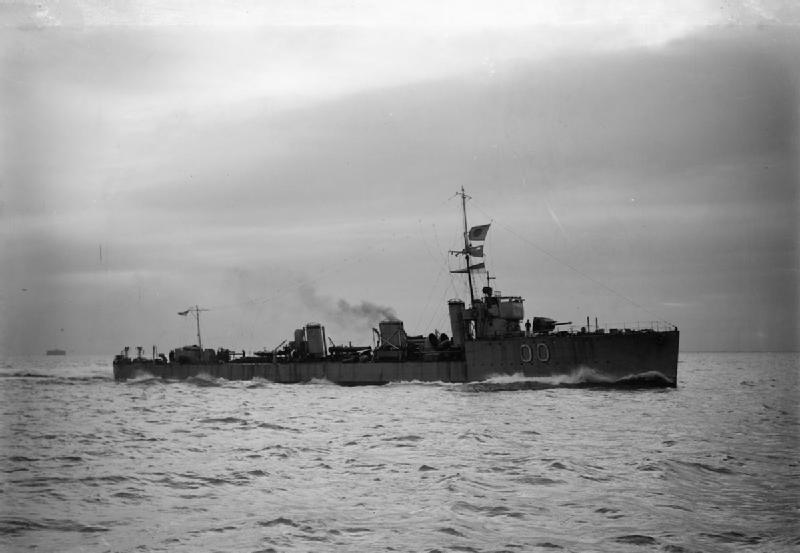
Die vorangehende Acasta von 1912

HMS Acasta (H09) war 1930 der zweite in Dienst gestellte Zerstörer der A-Klasse der britischen Royal Navy, der im Zweiten Weltkrieg 1940 verloren ging.
Der Zerstörer wurde mit den Battle Honours „Atlantic 1939–40“, „Norway 1940“ und „Scharnhorst action 1940“ ausgezeichnet. Bei der Verteidigung des Flugzeugträgers Glorious wurde die Acasta am 8. Juni 1940 von deutschen Schlachtschiffen versenkt. Vor seinem Untergang erzielte der Zerstörer einen Torpedotreffer auf der Scharnhorst, der die Deutschen zum Abbruch ihres Vorstoßes zwang.

## Geschichte des Schiffes
Der neue Zerstörer war das vierte Schiff der Royal Navy, das Acasta benannt wurde. Ihre Namensvorgängerin war ein ebenfalls bei John Brown & Co. gebauter Zerstörer, der von 1912 bis 1921 bei der Royal Navy im Dienst war und der Namensgeber der 20 Zerstörer umfassenden Acasta-Klasse wurde, die von 1912 bis 1914 gebaut wurden.
Baubeginn des am 6. März 1928 bestellten Neubaus war der 13. August 1928. Das Schiff lief am 7. August 1929 als Teil der ersten Zerstörerklasse der Royal Navy, die nach Ende des Ersten Weltkriegs gebaut wurde, bei John Brown & Company in Clydebank vom Stapel. In Dienst gestellt wurde es am 11. Februar 1930 als zweites Schiff der Klasse. Die Erfahrungen mit den zwei vorher gebauten Prototypen Ambuscade und Amazon flossen in die Planung und den Bau der neuen Klasse ein.

## Einsatzgeschichte
Die Acasta ersetzte zunächst gemeinsam mit ihren Schwesterschiffen in der Mediterranean Fleet bei der 3. Zerstörerflottille ältere Zerstörer der V- und W-Klasse. Ab April 1930 war die Acasta im Mittelmeer im Einsatz. Im August 1932 kehrte das Schiff für zwei Monate in die Heimat zurück, um in Devonport überholt zu werden. Am 12. Juli 1934 kollidierte der Zerstörer mit seinem Flottillenführer Codrington. Die notwendigen Reparaturen konnten vor Ort in Malta durchgeführt werden.
1937 wurden dann die Zerstörer der A-Klasse durch die neuen Zerstörer der I-Klasse abgelöst. Die Acasta wurde einer Grundüberholung unterzogen und der Reserve in Devonport im Mai 1937 zugeteilt. Ab März 1938 tat sie in der lokalen Zerstörerflottille in Plymouth Dienst. Im März 1939 übernahm der Zerstörer gleiche Aufgaben in Portsmouth, wo auch das Schwesterschiff Antelope stationiert war. Dort wurde der Zerstörer zeitweise dem argentinischen Schulkreuzer La Argentina zur Unterstützung bei den Abnahmetests zugeteilt.

### Kriegseinsätze
Zu Beginn des Weltkriegs wurde die lokalen Einheiten in weitere Zerstörerflottillen umgebildet. So kam das Schiff zur jetzt in Plymouth neugebildeten „18. Flottille“, die im Ärmelkanal und den südwestlichen Zugangswegen zu den britischen Inseln eingesetzt wurde. Zu den Aufgaben gehörte die Sicherung von Geleitzügen in diesem Bereich, wozu insbesondere auch die Truppentransporte nach Frankreich zu rechnen waren.
Im April 1940 wurde der Zerstörer dann bei der versuchten Abwehr der deutschen Landung in Norwegen (Unternehmen Weserübung) zur Deckung von Schiffen der Home Fleet gemeinsam mit der Codrington und der Ardent eingesetzt.
Im Mai gehörte sie mit anderen Einheiten zur Sicherung der schwer beschädigten Penelope bei der Rückführung von der Behelfsreparaturbasis Skelfjord nach Großbritannien. Ende Mai kehrte die Acasta mit den Zerstörern Highlander, Diana, Ardent und Acheron als Sicherungsschirm der Flugzeugträger Ark Royal und Glorious wieder nach Norwegen zurück.

### Das Ende derAcasta

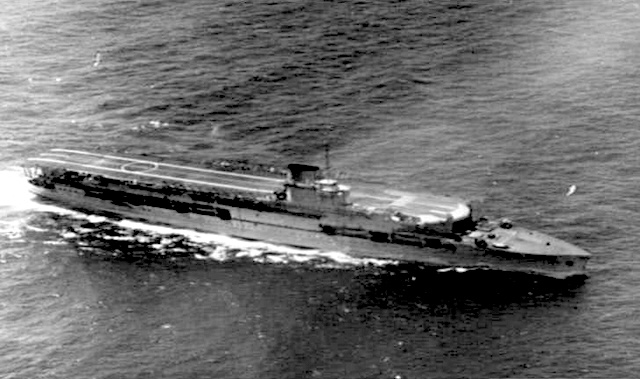
Die Glorious

Als Nordnorwegen dann wegen der anlaufenden deutschen Offensive an der Westfront geräumt wurde (Operation Alphabet), sollte der Zerstörer zusammen mit der Ardent die Glorious nach Scapa Flow zurückgeleiten, die zuvor in Norwegen stationierte Landflugzeuge an Bord genommen hatte.
Am 8. Juni 1940 wurde der Verband von den deutschen Schlachtschiffen Scharnhorst und Gneisenau trotz guter Sichtverhältnisse westlich der Lofoten überrascht und nach zweistündigem Gefecht versenkt (Unternehmen Juno). Dabei verteidigten beide Zerstörer den Flugzeugträger unter vollem Einsatz, jedoch letztlich erfolglos, durch Torpedoangriffe und das Legen von Rauchwänden. Acasta gelang es aber, nachdem Glorious bereits versenkt war, Scharnhorst  durch einen Torpedotreffer so zu beschädigen, dass die Schlachtschiffe ihre Operation abbrechen mussten. Dadurch konnten Verluste der anderen Konvois verhindert werden.
Der Zerstörer sank nach vielen Treffern der Mittelartillerie der deutschen Schlachtschiffe auf 68° 45′ 0″ N, 4° 30′ 0″ O.
Von der Besatzung des Zerstörers wurde aufgrund von Kommunikationsproblemen zwischen den britischen Schiffen nur ein Überlebender gerettet. Der die Untergangsstelle passierende kleine norwegische Dampfer Borgund rettete diesen und weitere 38 Überlebende der Glorious, die sie in Tórshavn auf den Faröern am 14. Juni an Land gab. Zwölf weitere Schiffbrüchige wurden später von zur Untergangsstelle entsandten norwegischen Hilfsschiffen und einem deutschen Seenotflugzeug gerettet. Die deutsche Maschine fand fünf Tage nach dem Untergang noch zwei Überlebende der Ardent, von denen einer aus Erschöpfung bald starb.
Der Kommandant der Acasta hatte sich geweigert, das sinkende Schiff zu verlassen. Obwohl seine Seeleute ihm zuriefen, er solle auf ihr Rettungsfloß kommen, winkte er ihnen, während er eine Zigarette entzündet hatte, nur einen Abschiedsgruß zu.